# Sebastian Kuchenbaur
Sebastian Kuchenbaur (* 23. Oktober 1936 in Achsheim, Landkreis Augsburg; † 10. April 2008 ebenda) war ein deutscher Politiker (CSU).
Kuchenbaur besuchte die Volks- und Berufsschule, machte eine Gehilfenprüfung in der Landwirtschaftlichen Lehre, besuchte die Landwirtschaftsschule St. Ottilien, wo er die Meisterprüfung ablegte und ging danach an die Landvolkshochschule Wies und die Bauernschule Herrsching. Er war Vorsitzender der Pflanzkartoffelerzeuger in Bayern und Mitglied im Vorstand des Bundesverbands der Deutschen Saatguterzeuger.
Von 1965 bis 1967 war Kuchenbaur Kreisvorsitzender der Jungen Union, danach war er Kreisvorstandsmitglied des CSU-Kreisverbands Augsburg-Land. Ab 1966 gehörte er dem Augsburger Kreistag an, er war auch Gemeinderat in Achsheim und ab 1972 in Langweid. Von 1982 bis 1986 war er schwäbischer Bezirksrat. Am 1. Januar 1988 rückte Kuchenbaur für den ausgeschiedenen Hans Maier in den bayerischen Landtag nach. Dort war er noch bis 2003 Mitglied, ab 1990 direkt gewählt im Stimmkreis Augsburg-Land-Süd.